# Qal'at al-Bahrain
Qal'at al-Bahrayn (in arabo: قلعة البحرين), conosciuto anche col nome di Fortezza del Bahrain o di Fortezza portoghese, è un sito storico e archeologico del Bahrain. Gli scavi archeologici effettuati a partire dal 1954 hanno portato alla luce antichità da un tumulo artificiale di 12 metri di altezza contenente sette strati stratificati, creati da vari occupanti dal 2300 a.C. fino al XVI secolo, tra cui Cassiti, Greci, Portoghesi e Persiani. Un tempo Qal'at al-Bahrayn era la capitale della Cultura Dilmun, mentre in epoca più recente è stato utilizzato come fortezza portoghese. Nel 2005 Qal'at al-Bahrayn è stato inserito nell'elenco dei Patrimoni dell'umanità dell'UNESCO.

## Descrizione
Si tratta di un tipico tell, ovvero una collinetta artificiale (in questo caso di 300 metri per 600) venutasi a creare per la sovrapposizione di successivi strati dovuti all'occupazione umana. Finora è stato scavato circa il 25% di Qal'at al-Bahrayn, portando alla luce strutture di diverso tipo: abitazioni, edifici pubblici, commerciali, religiosi e militari. Essi testimoniano dell'importanza del sito come porto commerciale, attraverso i secoli. Sulla cima della collinetta, alta circa 12 metri, si trova un'impressionante fortezza portoghese: è da questa struttura che viene il nome di Qal'at al-Bahrayn, in quanto "qal'a" in arabo significa proprio "fortezza".

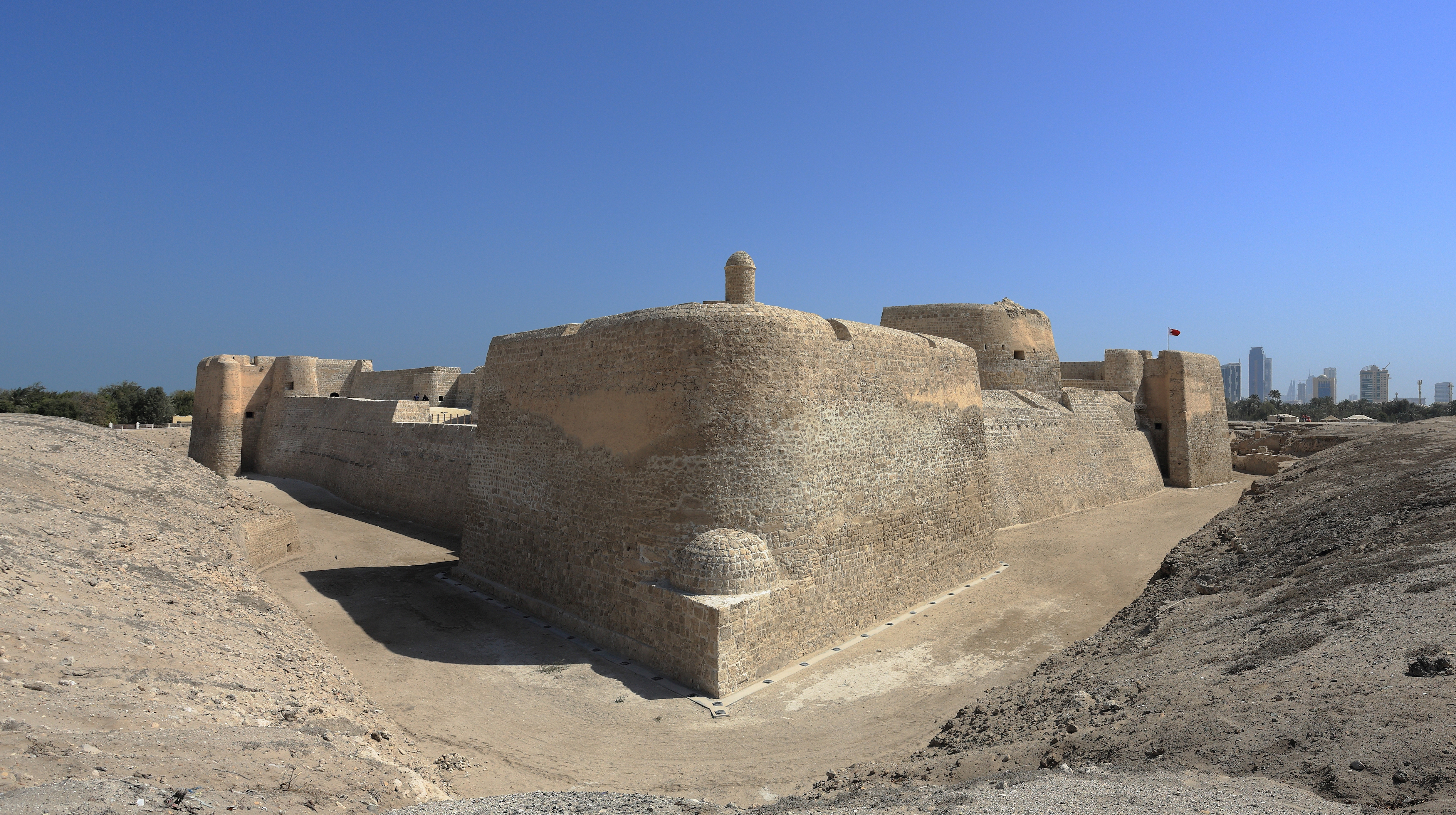
Altra visuale del Forte Bahrain

Qui si trovava la capitale dei Dilmun, una delle civiltà antiche più importanti della regione. Qal'at al-Bahrayn contiene i resti di questa civiltà, i più ricchi che siano mai stati trovati, con alcune iscrizioni sumere che ad essa si riferiscono.
Gli scavi del tell hanno portato alla luce un piccolo insediamento, l'unico di quel periodo nell'Arabia orientale, sul suo lato settentrionale. È stato dedotto che il villaggio fu colonizzato da persone che svilupparono l'agricoltura vicino all'oasi, piantarono palme, si presero cura di bovini, pecore e capre e si avventurarono anche nella pesca nel Mar Arabico. Le piccole case che costruirono erano fatte di pietra grezza con argilla o malta come materiale legante. Si diceva che i pavimenti intonacati delle case fossero spaziosi. Gli scavi hanno anche suggerito che il villaggio aveva strade che separavano i complessi abitativi.
Le fortificazioni che si vedono nell'area scavata sono state trovate intorno alla borgata e sono state erette in direzioni cardinali. Le mura del forte sono ora visibili solo nelle pendici settentrionali, occidentali e meridionali del tell, e il lato orientale deve ancora essere scavato. Le fortificazioni coprivano un'area di 15 ettari, le mura erano costruite con spessori variabili utilizzando muratura in pietra, avevano cancelli che consentivano il trasporto e il passaggio, come per le carovane di asini. Le fortificazioni furono frequentemente erette, come si nota dalle porte costruite a quattro livelli; L'ultimo cancello aveva due perni in pietra levigata (realizzati con materiale a grana fine) che fissavano un cancello a due ante. Il muro occidentale è stato visto ben conservato per una lunghezza di 9 m. Le strade erano disposte in direzione nord-sud ed erano larghe 12 m.

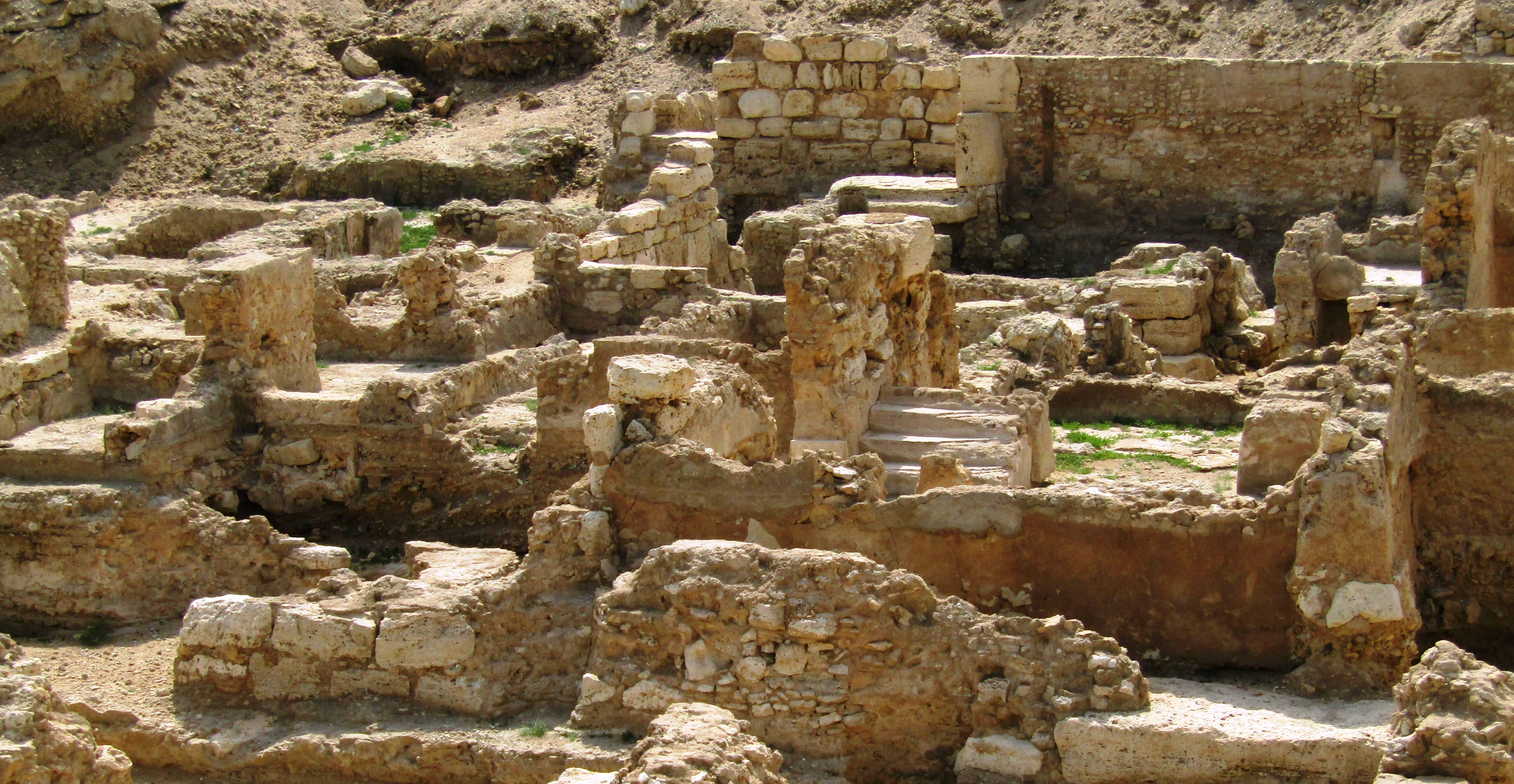
Rovine del forte

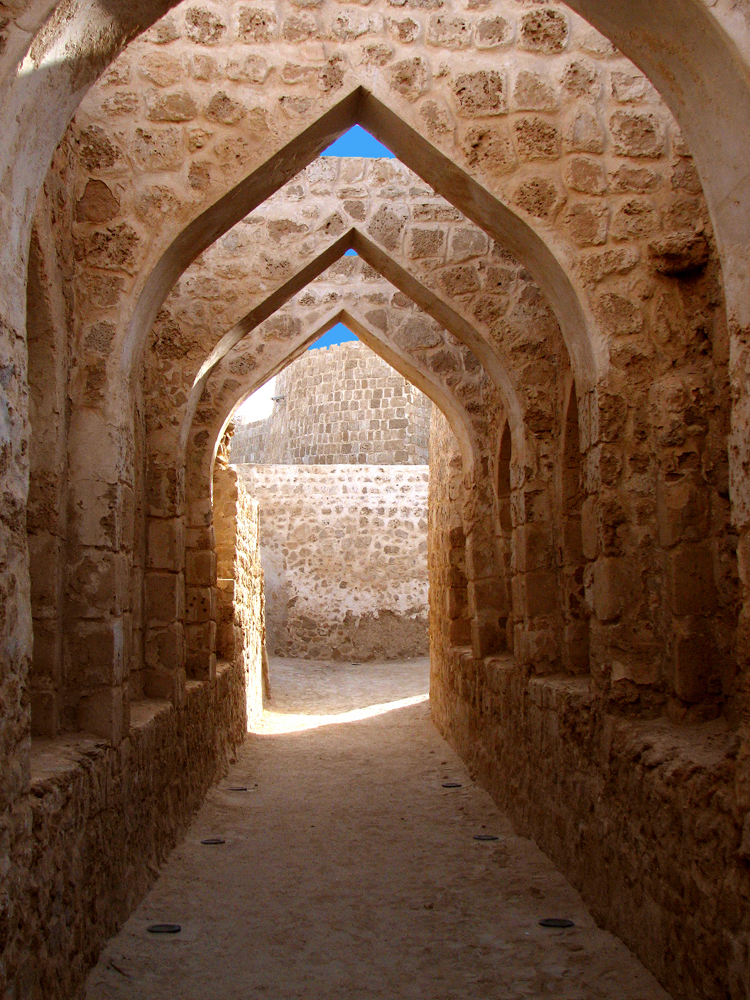
Particolare dell'interno

C'era un palazzo al centro del tell, in una posizione dominante, costituito da diversi magazzini che sono stati dedotti come indicativi dell'attività economica durante il periodo Dilmun. Procedendo da qui verso nord, lungo la strada si giunge, ad un grande cancello che probabilmente era l'ingresso al parco del palazzo. Le modeste case costruite nella stessa dimensione e tipo di costruzione erano disposte lungo una rete di strade.
Il luogo prosperò fino al 1800 a.C., quando fu abbandonato. Alla fine la città si ricoprì di sabbia proveniente dal mare.

## Storia
I reperti archeologici, che sono stati portati alla luce nel forte, rivelano molto sulla storia del paese. Si pensa che l'area sia stata occupata per circa 5000 anni e contiene una preziosa visione dell'età del rame e del bronzo del Bahrain. Il primo forte del Bahrain fu costruito circa tremila anni fa, sulla cima nord-orientale dell'isola del Bahrain. L'attuale forte risale al VI secolo d.C. La capitale della civiltà Dilmun, Dilmun, era, secondo l'Epopea di Gilgamesh, la "terra dell'immortalità", il luogo ancestrale dei Sumeri e un punto d'incontro degli dei.

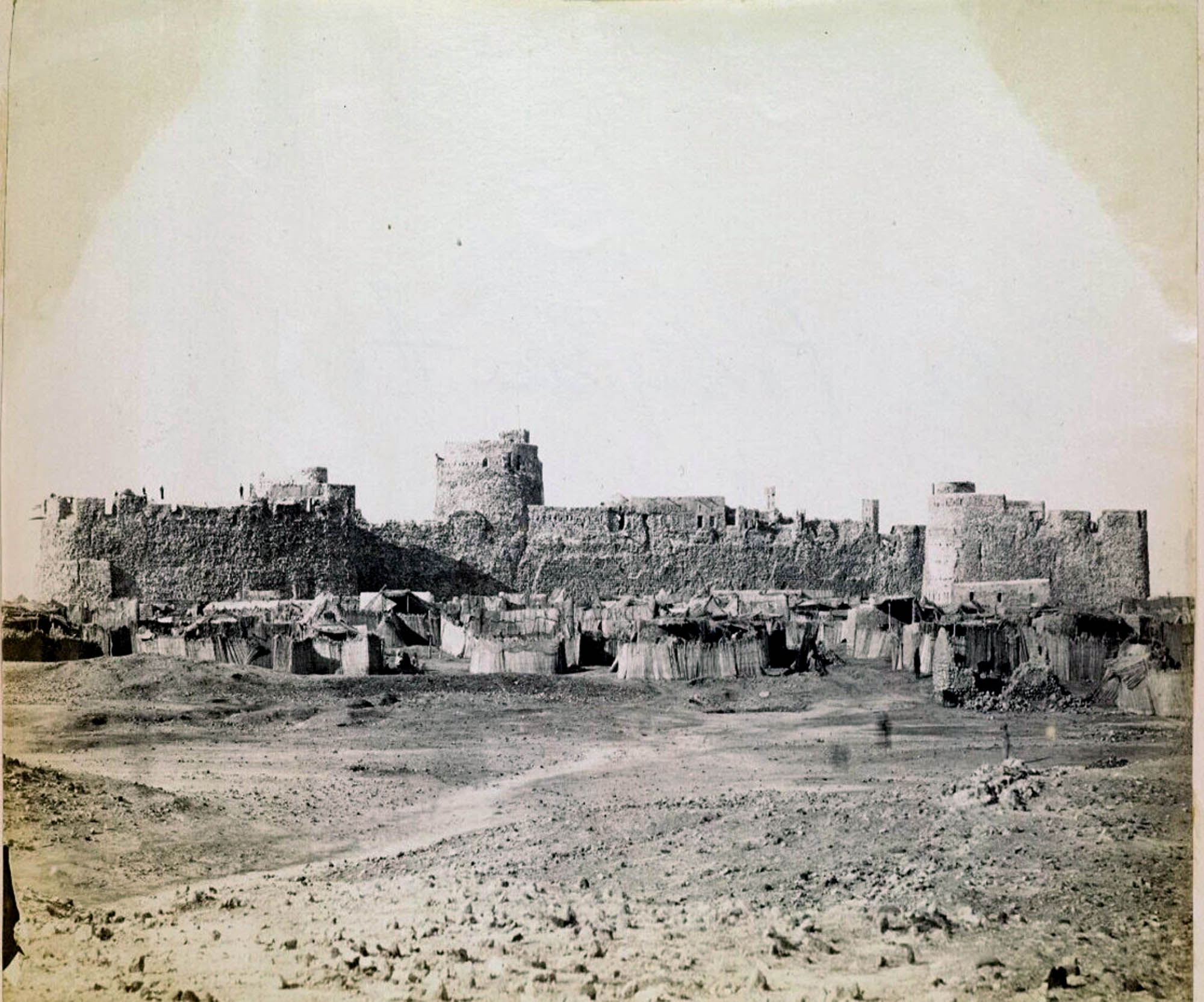
Il Forte nel 1870 circa

Il sito contiene molte aree e mura, tra cui la necropoli di Saar, la necropoli di Al-Hajjar, il Palazzo Cassita, la necropoli di Madimat Hermand, la necropoli di Madimat Isa, la necropoli di Al-Maqsha, il Palazzo di Uperi, la necropoli di Shakhura e le mura settentrionali della città. Le rovine dell'età del rame sono costituite da due sezioni del muro di fortificazione che circonda strade e case, e da un colossale edificio sul bordo del fossato del forte portoghese al centro. La ceramica di Barbar è stata portata alla luce intorno alle pareti dell'edificio centrale, risalente alla stessa età dei templi di Barbar, anche se alcune delle altre ceramiche e una serie di manufatti rinvenuti indicano che precedettero i templi, risalenti al 3000 a.C. o più tardi. Reliquie di rame e avorio forniscono uno spaccato degli antichi legami commerciali. Molti vasi sono stati portati alla luce sul sito e gli scavi danesi nell'area del Palazzo di Uperi hanno rivelato, tra le altre cose, "ciotole di serpenti", sarcofagi, sigilli e uno specchio.

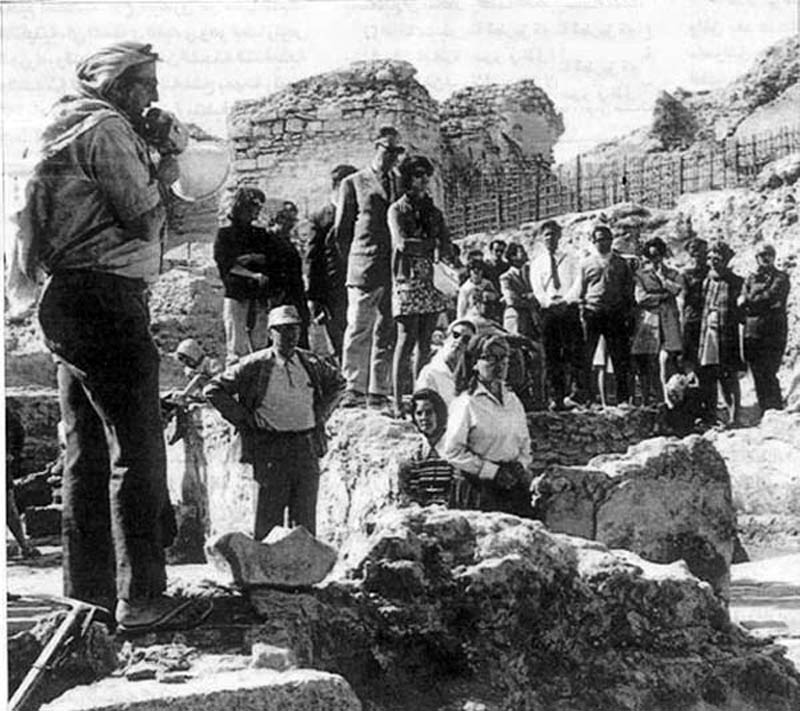
La spedizione archeologica danese guidata da Geoffrey Bibby al sito scavato del Forte Bharin negli anni 1950

Il sito, di 17,5 ettari, è stato definito il "sito più importante dell'antichità" del Bahrain. Il primo scavo fu effettuato da una spedizione archeologica danese guidata da Geoffrey Bibby tra il 1954 e il 1972 per conto del Museo Preistorico di Moesgaard. Sono state rinvenute alcune tavolette cuneiformi, non datate ma di epoca cassita. A partire dagli anni '70, una spedizione francese del Centro Nazionale per la Ricerca Scientifica ha lavorato sul sito. Sono state scoperte circa 50 tavolette. Tre di essi risalgono al regno di un re cassita di nome Agum, che si ritiene fosse Agum III. Dal 1987 archeologi danesi e del Bahrain hanno scavato nel sito.  La spedizione danese rivelò che era anche un notevole sito ellenistico.